# Calvi, Benevento
Calvi là một đô thị ở tỉnh Benevento trong vùng Campania, có vị trí khoảng 60 km về phía đông bắc của Napoli và khoảng 10 km về phía đông nam của Benevento. Tại thời điểm ngày 31 tháng 12 năm 2004, đô thị này có dân số 2.378 người và diện tích là 22,2 km².
Calvi giáp các đô thị: Apice, Mirabella Eclano, Pietradefusi, San Giorgio del Sannio, San Nazzaro, Venticano.